# Patricia Ariza
Patricia Elia Ariza Flórez, née le 27 janvier 1946 à Vélez, est une artiste visuelle, poète, dramaturge, actrice et activiste colombienne. 
De 2022 à 2023, elle est ministre de la Culture dans le gouvernement de Gustavo Petro.